# Wilda Siti Nurfadhillah
Wilda Siti Nurfadhillah, född 7 februari 1995 i Bandung, Indonesien, är en volleybollspelare (center). 
Nurfadhillah debuterade i Indonesiens landslag som 15-åring 2010. Med landslaget har hon bland annat tagit medaljer vid sydostasiatiska spelen.
Hon har spelat med flera olika klubbar i indonesiska Proliga. Med dem har hon (2023) vunnit ligan och blivit indonesisk mästare sex gånger. För närvarande spelar hon med, och är lagkapten för, Bandung BJB Tandamata.
Hon har en bror, Achmad Rizal Sugandi, som även han spelar volleyboll på elitnivå.
Nurfadhillah spelar med hijab och har själv designat en variant anpassad för sport.